# 氟司洛尔
氟司洛尔是一种含氮有机氟化合物，化学式C
15H
22FN
3O
4，能作为β受体阻滞剂。